# Fox Sports Radio (programa de televisión)
Fox Sports Radio es un programa radial televisado, producido actualmente para Fox Sports Argentina y Fox Sports México. En sus  inicios fue operado por Fox Sports Latinoamérica y contó con versiones locales para Argentina, Brasil, Chile, Colombia, México, Perú, y Uruguay. Fue presentado de manera titular por Sebastián Vignolo, Benjamin Back, Fernando Solabarrieta, Francisco Javier Vélez, André Marín (fallecido el 16 de septiembre de 2024), Alan Diez, y Damián Herrera en sus respectivos países cuando el programa estaba bajo propiedad de Fox Sports Latinoamérica.
En diciembre de 2019, tras la disolución de las filiales locales del canal en Chile, Colombia, Perú, y Uruguay, el programa fue finalizado en dichos países. El 14 de septiembre de 2020, el programa salió del aire en Argentina repentinamente tras la fusión Fox Sports-ESPN en dicho país. 
Desde 2013, es producido para Fox Sports  México y para Fox Sports Argentina desde 2009. En México volvió a ser transmitido desde mediados de septiembre del 2021 y es presentado de manera titular, mientras que en Argentina volvió al aire desde inicios de febrero del 2022, sin embargo en este país solamente funciona como bloque para transmitir el relato minuto a minuto de los partidos más destacados de la Liga Profesional de Fútbol, con las hinchadas y/o el director técnico de cada equipo en pantalla. Volvió a producirse para Fox Sports Argentina, conducido por Fernando Carlos a partir del 13 de febrero de 2023.

## Fox Sports Argentina (Etapa 2023)
Desde el 13 de febrero de 2023, Fox Sports Argentina volvió a producir el ciclo, con la conducción de Fernando Carlos, acompañado de Sebastián ''Profe'' Coch, Mariano Almada, Julieta Argenta y Nacho Bulian, emitiéndose de lunes a viernes de 20:00 a 21:00 por Fox Sports 2; aunque con emisiones ocasionales en la señal principal en la antesala de los partidos de Conmebol Libertadores.
Durante el mes de julio, el equipo periodístico del ciclo comienza a presentar novedades con la salida de Nacho Bulián y la incorporación de Cata Bonadeo, junto a Sebastián Almirón. Desde el 14 de agosto de 2023, el ciclo gana 30 minutos más de aire y pasa a emitirse de 19:00 a 20:30 por la señal principal de Fox Sports Argentina, mismo día en cual el programa estrena un nuevo logo.
Desde 2023, el ciclo es producido por Blink Televisión.

## Premios y nominaciones
El programa Fox Sports Radio versión Uruguay fue galardonado con el Premio Iris en 2017 en la sección de «mejor programa deportivo».

## Logotipos

2014-2020
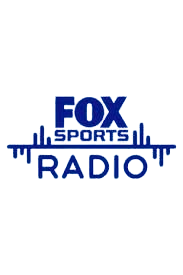
Desde 2020 (en Argentina y México)